# Ponteland
Ponteland è un paese di 10 921 abitanti della contea del Northumberland, in Inghilterra.